# Средња школа „Свети Никола” Нови Сад
Средња школа „Свети Никола” једна је од средњих школа у Новом Саду и највећа приватна школа у Србији. Налази се у улици Дечанска 9. Назив је добила по Светом Николи. 

## Историјат
Средња школа „Свети Никола” је почела са радом 2005. године. Решењем Покрајинског секретаријата за образовање и културу је добила дозволу за рад на основу чега је омогућено школовање по плановима и програмима Министарства просвете Републике Србије. Садрже два нова школска објекта укупне површине преко 3000m², двадесет и две учионице и кабинета опремљена савременом опремом, једанаест канцеларија, фискултурну салу за кошарку, фудбал, одбојку и тенис, три отворена спортска терена од бетона и вештачке траве, тридесет паркинг места, кантину и сопствено ограђено школско двориште са видео надзором на површини од 6000m². Поред образовања редовних ученика школа је специјализована за образовање ванредних ученика, али и преквалификацију, доквалификацију и специјализацију. Сарађују са болницама, клиничким центрима, домовима здравља, фармацеутским установама, лабораторијама, предшколским установама, синдикатима, струковним удружењима и високошколским установама. Од образовних профила трећег степена садрже: Трговац, Кувар, Конобар, Посластичар, Возач моторних возила, Месар, Пекар, Бравар–заваривач, Машинбравар, Аутомеханичар, Зидар–фасадер и Армирач–бетонирац, од четвртог степена: Економски техничар, Финансијски техничар, Царински техничар, Правно–пословни техничар, Техничар обезбеђења, Трговински техничар, Комерцијални техничар, Туристички техничар, Кулинарски техничар, Угоститељски техничар, Техничар друмског саобраћаја, Техничар заштите од пожара, Техничар вуче, Техничар техничко колске делатности, Саобраћајно–транспортни техничар, Транспортни комерцијалиста, Машински техничар, Геодетски техничар, Извођач инсталатерских и завршних грађевинских радова, Електротехничар енергетике, Електротехничар рачунара, Филолошка гимназија и Гимназија општег смера и од петог степена: Кувар специјалиста, Конобар специјалиста, Посластичар специјалиста, Цариник, Спољно трговински калкулант, Пословни секретар, Организатор месне канцеларије, Трговачки менаџер, Организатор робног промета, Аранжер декоратер у трговини, Туристички организатор, Књиговођа контиста, Контролор у банкарству, Судско–административни извршитељ, Проценитељ штета у осигурању, Организатор послова обезбеђења, Ватрогасац специјалиста, Возач инструктор, Техничар друмског саобраћаја специјалиста, Возач моторних возила специјалиста, Саобраћајно–транспортни техничар специјалиста, Транспортни комерцијалиста специјалиста, Техничар вуче специјалиста, Техничар техничко колске делатности специјалиста, Бравар–специјалиста, Аутомеханичар–специјалиста, Заваривач–специјалиста Електроенергетичар за управљање и заштиту енергетских постројења и Електротехничар специјалиста за рачунарску опрему. У оквиру ове школе ради Медицинска школа „Хипократ”.

## Догађаји
Догађаји Средње школе „Свети Никола”:
- Слава Свети Никола
- Дан школе
- Дан срца
- Дан заљубљених
- Дан матураната
- Светски дан борбе против дијабетеса
- Дечја недеља
- Акција „Деца за децу”
- Пројекат „Здраво – браво”
- Пројекат „Предузетништво за младе”
- Пројекат „Унапређење запошљивости Рома у Браничевском округу”
- Пројекат „ОК – сервис подршке младих”
- Пројекат „За чистије и зеленије школе у Војводини”
- Београдски сајам књига
- Ноћ истраживача
- Међународни фестивал науке и образовања